# André Commentry
André Commentry, né le 25 juillet 1891 à Saumur (Maine-et-Loire) et décédé le 17 novembre 1961  à Saumur (Maine-et-Loire), est un homme politique français.

## Biographie
Fils d'un gros commerçant de Saumur, il est admis à l'école navale en 1910. Il entame sa carrière militaire dans la marine nationale en 1913, et l'achève avec le grade de contre-amiral, obtenu en 1946.
Il participe ainsi à la première guerre mondiale, il sert notamment à bord du cuirassé Jean-Bart lorsque celui-ci est torpillé. À partir de 1915, il est affecté dans les sous-marins. En 1932, il est nommé commandant du centre d'essai des sous-marins, fonction qu'il occupe deux ans. Au début de la seconde guerre mondiale, il est nommé à l'état major amiral Ouest, et organise les convois de l'Atlantique. Début 1940, il est nommé chef d'Etat major de la marine en Indochine. Il prend ensuite le commandement du croiseur Lamotte-Picquet, en 1942, puis devient en 1943, commandant de la marine du Tonkin.
Après l'attaque japonaise de mars 1945, il arrive à replier une partie de ses forces sur l'ile de Taiwan. Après la guerre, il reprend le commandement de la marine française en Indochine, et participe aux premiers combats de la Guerre d'Indochine, jusqu'en juin 1946. Il prend quelques mois plus tard sa retraite, et s'installe à Saumur.
Sa carrière militaire s'achève avec la légion d'honneur et la croix de guerre.
Proche de Charles de Gaulle, il répond immédiatement à son appel à s'engager en politique, au sein du Rassemblement du Peuple Français. En avril 1947, il est élu conseiller municipal de Saumur, et devient maire-adjoint en octobre.
Candidat, lors des législatives de 1951, en troisième position sur la liste RPF dans le Maine-et-Loire, il est élu député.
À l'assemblée, il s'intéresse principalement aux questions militaires, mais aussi, compte tenu de sa terre d'élection, viticoles.
Réélu premier adjoint à Saumur en 1953, il succède à Emmanuel Clairefond au fauteuil de maire après le décès de ce dernier, en décembre.
Il ne conserve ce mandat que quelques semaines, avant d'en démissionner en février 1954.
En août 1954, il défend la motion préalable déposée contre l'examen du traité de création de la CED.
Il décide ensuite d'abandonner la politique, en ne se représentant pas lors des élections de janvier 1956. Il se consacre alors aux associations d'anciens combattants et militaires en retraite de son département.

## Détail des fonctions et des mandats
Mandat parlementaire
- 5 juillet 1951 - 1er décembre 1955 : Député de Maine-et-Loire